# Фенакоспермум
Фенакоспе́рмум (лат. Phenakospermum) — монотипный род деревьев семейства Стрелициевые (Strelitziaceae), включает один вид — Фенакоспермум гайа́нский (Phenakospermum guyannense (Rich.) Endl. ex Miq.).
Тропическое растение высотой до 10 метров. Листья крупные, схожие с банановыми. Соцветие состоит из лодкоподобных красных прицветников, расположенных поочерёдно. Цветки большие, находятся внутри прицветников. Плоды капсуловидной формы, длиной до 10 см, с многократными рядами тёмных семян.
Листья фенакоспермума гайанского используются для изготовления кровли крыш.
Растение распространено во Французской Гвиане, Гайане, Венесуэле, Суринаме, Боливии, Колумбии, Эквадоре и Перу.